# WGC-HSBC Champions
El WGC-HSBC Champions es un torneo masculino de golf que se disputa anualmente en la República Popular China. La lista de competidores se limita a 78 de los golfistas que obtuvieron victorias en los principales torneos de cada gira. Su sede ha sido el Sheshan Golf Club de Shanghái, excepto en la edición 2012, cuando se trasladó al Mission Hills Golf Club de Shenzhen. La bolsa de premios en la edición 2013 ascendía a 8,5 millones de dólares.
Se comenzó a realizar en 2005 por iniciativa del European Tour, el Asian Tour, el Sunshine Tour y el PGA Tour de Australasia. El torneo forma parte de la Serie Mundial de Golf desde 2009, añadiéndose también a los vencedores del PGA Tour y el PGA Tour Japonés.
Las temporadas 2006 a 2009 del European Tour empezaron a principios de noviembre con el HSBC Champions. La temporada 2009 tuvo dos ediciones del torneo, el HSBC Champions 2008 y el WGC-HSBC Champions 2009, dado que el comienzo de la temporada 2010 se retrasó hasta diciembre de 2009. A partir de la temporada 2010, el WGC-HSBC Champions se ubica entre los últimos torneos de cada temporada del European Tour. Asimismo, a partir de la edición 2013 forma parte del calendario oficial del PGA Tour.

## Ganadores
Circuito PGA y Circuito Europeo - Evento WGC (2013-act)
| Año  | Ganador           | País              | Puntuación ganadora | A par | Margen de victoria  | Subcampeones                                | Premio del ganador ($) | Bolsa de premios ($) |
| ---- | ----------------- | ----------------- | ------------------- | ----- | ------------------- | ------------------------------------------- | ---------------------- | -------------------- |
| 2019 | Rory McIlroy      | Irlanda del Norte | 269                 | -19   | Playoff             | Xander Schauffele                           | 1,745,000              | 10,250,000           |
| 2018 | Xander Schauffele | Estados Unidos    | 274                 | -14   | Playoff             | Tony Finau                                  | 1,700,000              | 10,000,000           |
| 2017 | Justin Rose       | Inglaterra        | 274                 | −14   | 2 golpes            | Dustin Johnson Brooks Koepka Henrik Stenson | 1,660,000              | 9,750,000            |
| 2016 | Hideki Matsuyama  | Japón             | 265                 | −23   | 7 golpes            | Daniel Berger Henrik Stenson                | 1,620,000              | 9,500,000            |
| 2015 | Russell Knox      | Escocia           | 268                 | −20   | 2 golpes            | Kevin Kisner                                | 1,400,000              | 8,500,000            |
| 2014 | Bubba Watson      | Estados Unidos    | 277                 | −11   | Playoff (1.er hoyo) | Tim Clark                                   | 1,400,000              | 8,500,000            |
| 2013 | Dustin Johnson    | Estados Unidos    | 264                 | −24   | 3 golpes            | Ian Poulter                                 | 1,400,000              | 8,500,000            |

Circuito Europeo - Evento WGC (2009-2012)
| Año  | Ganador            | País           | Puntuación ganadora | A par | Margen de victoria | Subcampeones                                       | Premio del gandor ($) | Bolsa de premios ($) |
| ---- | ------------------ | -------------- | ------------------- | ----- | ------------------ | -------------------------------------------------- | --------------------- | -------------------- |
| 2012 | Ian Poulter*       | Inglaterra     | 267                 | -21   | 2 golpes           | Jason Dufner Ernie Els Phil Mickelson Scott Piercy | 1,200,000             | 7,000,000            |
| 2011 | Martin Kaymer      | Alemania       | 268                 | −20   | 3 golpes           | Freddie Jacobson                                   | 1,200,000             | 7,000,000            |
| 2010 | Francesco Molinari | Italia         | 269                 | −19   | 1 golpe            | Lee Westwood                                       | 1,200,000             | 7,000,000            |
| 2009 | Phil Mickelson (2) | Estados Unidos | 271                 | −17   | 1 golpe            | Ernie Els                                          | 1,200,000             | 7,000,000            |

(*) De 2010 a 12, las victorias en WGC-HSBC Chaampions se contabilizaron como victorias oficiales del PGA Tour si el ganador era un miembro del PGA Tour. Así, la victoria de Poulter contó, pero la de Kaymer y Molinari no.
Circuito Europeo (2005-2008)
| Año (Temporada) | Ganador        | País           | Puntuación ganadora | A par | Margen de victoria | Subcampeones              | Premio del ganador ($) | Bolsa de premios ($) |
| --------------- | -------------- | -------------- | ------------------- | ----- | ------------------ | ------------------------- | ---------------------- | -------------------- |
| 2008 (2009)     | Sergio García  | España         | 274                 | -14   | Playoff (2º hoyo)  | Oliver Wilson             | 833,300                | 5,000,000            |
| 2007 (2008)     | Phil Mickelson | Estados Unidos | 278                 | −10   | Playoff (2º hoyo)  | Ross Fisher Lee Westwood  | 833,500                | 5,000,000            |
| 2006 (2007)     | Yang Yong-eun  | Corea del Sur  | 274                 | −14   | 2 golpes           | Retief Goosen Tiger Woods | 833,500                | 5,000,000            |
| 2005 (2006)     | David Howell   | Inglaterra     | 268                 | −20   | 3 golpes           | Tiger Woods               | 833,500                | 5,000,000            |